# جو إلدريدج
جو إلدريدج (بالإنجليزية: Joe Eldridge)‏ هو دراج أمريكي، ولد في 16 يونيو 1982.

## وصلات خارجية
- جو إلدريدج على موقع الاتحاد الدولي للدراجات (الإنجليزية)
- جو إلدريدج على موقع أرشيف الدراجات (الإنجليزية)
- جو إلدريدج على موقع إحصائيات الدراجات الإحترافية (الإنجليزية)
- جو إلدريدج على موقع نسبة الدراجات (الإنجليزية)